# 373 Melusina
373 Melusina eller A893 RA är en asteroid i huvudbältet, som upptäcktes 15 september 1893 av den franske astronomen Auguste Charlois. Den är uppkallad efter Melusina.
Asteroiden har en diameter på ungefär 98 kilometer.